# Lira (moneta)
Lira è il nome usato dal Medioevo fino al XXI secolo per le monete di diverse nazioni; in particolare la lira italiana è stata la valuta ufficiale dell'Italia fino al 28 febbraio 2002, quando è stata sostituita dall'euro.
Il nome "lira" deriva dal latino libra ("bilancia"), che, prima con i Libripens dell'antica Roma e poi con Carlo Magno, indicherà sia un'unità di peso (in italiano libbra) che un bene, come un'unità monetaria (la libbra d'argento).
Dal 2005 la lira turca è la valuta della Turchia e di Cipro del Nord, mentre il Libano adotta la lira libanese.

## Lira in Italia

### Monetazione medievale
Con la caduta di Roma, il susseguirsi di invasioni barbariche e l'ostilità degli stati che si venivano formando, le attività commerciali in Occidente vennero praticamente annullate, con la conseguente riduzione nella circolazione di monete.
Questo durò fino all'affermazione sulle altre popolazioni barbariche di Carlo Magno (768 - 814) e l'instaurazione dell'impero dei Franchi.
Il conio delle monete venne quindi centralizzato ed il suo sistema monetario venne basato sull'argento a causa della scarsa disponibilità d'oro, impiegato solo per gli scambi con l'Oriente. La moneta ufficiale dell'impero fu il "denaro", con un peso tale che con una libbra d'argento si coniavano 240 denari.
Come unico multiplo si aveva il "soldo", pari a 12 denari: 20 soldi, quindi, corrispondevano ad una libbra d'argento. La libbra (o lira), invece, non esisteva come moneta, rappresentando solo la base del sistema monetario.

### Monetazione moderna

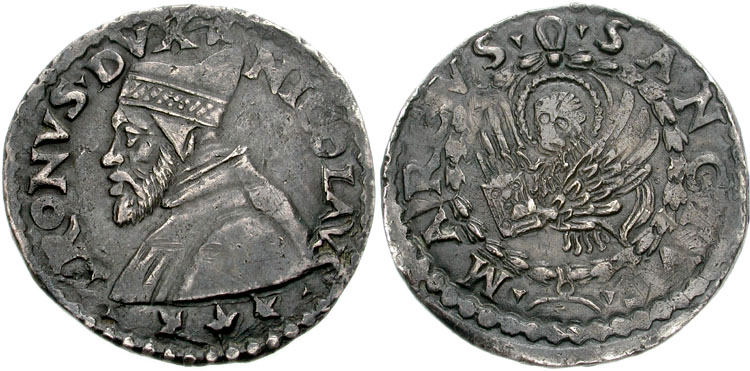
Lira Tron (1472)
Battuta dal Doge della Repubblica di Venezia Nicolò Tron.

Nel 1472 Venezia con il doge Nicolò Tron conia la prima lira d'argento da 20 Soldi (6,52 g con titolo di 948/1000), la lira Tron, seguita da quella del doge Pietro Mocenigo. Il duca Galeazzo Maria Sforza fa coniare nel 1474 a Milano una lira d'argento, chiamata in seguito Testone. Una lira genovese fu coniata a Genova la prima volta durante la dominazione milanese.
In seguito, poi, questa moneta si diffuse in molte città italiane (tra cui Firenze, Mantova e Bologna), anche se con riferimento a valori differenti per la lira. Ci furono lire anche pavesi, toscane, modenesi ecc.
In Piemonte, la lira venne introdotta da Emanuele Filiberto nel 1562, mentre nel 1793 venne adottato il sistema decimale francese, con la suddivisione della lira in decimi e centesimi.

### Monetazione contemporanea
Nel Ducato di Milano circolava una lira d'argento del peso di 6,25 g al 552/1000 e con un diametro di 28 mm. Fu battuta da Maria Teresa d'Austria dal 1779, dopo la riforma monetaria del 1778. Il peso del fino era di 3,45 grammi. La monetazione fu proseguita dai suoi successori, Giuseppe II, Leopoldo II e Francesco II.
All'inizio del XIX secolo gli Stati Italiani legati alla Francia adottano la lira da 100 centesimi. Il diametro era di 23 mm ed il peso di 5 g di argento al 900/1000, pari a 4,5 grammi di fino.
Nel Regno Lombardo-Veneto, sotto Francesco I d'Austria e Francesco Giuseppe fu fino al 1854 una lira d'argento da 4,33 g al 900/1000 per 22,5 mm pari a 3,897 grammi di fino.

## Fuori d'Italia
Nel XIX secolo anche l'Egitto (nel 1834) e l'Impero ottomano (nel 1844) adottarono la lira come moneta ufficiale, facendola equivalere a 100 piastre. Dopo il 1918 il nome "lira" è stato mantenuto dalle valute ufficiali di molti stati che sono sorti dalla disgregazione dell'Impero Ottomano.